# Krapina
Krapina je město v Chorvatsku, administrativní centrum Krapinsko-zagorské župy. Město se nachází v severní části státu, u hranice se Slovinskem, 55 km od Záhřebu i Varaždinu. Žije zde 4 471 obyvatel. Krapina je nejmenším městem, které je střediskem župy. Dle některých zdrojů z místa pocházel praotec Čech. 

## Charakter města
Město leží v úzkém údolí řeky Krapinica a Maceljsko Hory (Senta) a Strahinjčica. První zmínka o městě je z roku 1193. Ve středověku zde sídlili maďarští i chorvatští vládci. 
Archeologické naleziště
Nedaleko města, na kopci Hušnjak, byla v roce 1899 nalezena paleontologem Dragutinem Gorjanovićem-Krambergerem kostra neandrtálce stará 100 000 let. Na základě zde nalezených ostatků bylo v Krapině nedaleko samotného naleziště postaveno Muzeum neandrtálců v Krapině.
Ve městě se nachází dvě základní školy a jedna střední škola, dále pak obchod s potravinami, lékárna, banka a pošta.

## Doprava
Město leží poblíž Dálnice A2, která vede z vesnice Gornji Macelj na chorvatsko-slovinské hranici a pokračuje až do Záhřebu. Železniční tratí je Krapina spojena s městem Zabok, Celje a hlavním městem Záhřebem.